# Desasatre ecológico en el río Óder
Durante el verano de 2022, se produjo en el río Oder un desastre ecológico, un evento de mortalidad masiva que involucró peces, castores, almejas, cangrejos de río y otros animales salvajes. Se extrajeron más de 100 toneladas (98 toneladas largas; 110 toneladas cortas) de pescado muerto de la sección polaca del río, y otras 35 toneladas (34 toneladas largas; 39 toneladas cortas) de las secciones alemanas, causando preocupación de que el agua estaba envenenada.
Si bien la causa aún no está clara, las teorías incluyen los efectos del calor del verano y los niveles más bajos de agua debido a la sequía europea, niveles reducidos de oxígeno debido al calor y la carga de nutrientes, un aumento en los niveles de oxígeno debido a la introducción de un agente oxidante y la contaminación por productos químicos, como mercurio, mesitileno, sales u otras aguas residuales, así como la posibilidad de una proliferación de algas. Las autoridades polacas tardaron en reaccionar, provocando un escándalo y provocando el despido de los funcionarios responsables de la gestión del agua y la protección del medio ambiente. Se ofreció una recompensa de un millón de złoty (alrededor de USD 210 000 o EUR 210 000 a partir de agosto de 2022) por información sobre posibles culpables..

## Contaminación
Los pescadores alrededor de Oława informaron muertes de peces ya en marzo de 2022. Las grandes muertes comenzaron nuevamente a fines de julio de 2022. El 11 de agosto de 2022, voluntarios y pescadores retiraron al menos 10 toneladas de peces muertos del tramo de 200 km (120 millas) del río al norte de Oława en el suroeste de Polonia. El descubrimiento fue realizado por pescadores locales, a diferencia de cualquier organismo regulador o de prueba. Otros animales muertos incluyeron castores y pájaros.

## Causas
Al principio, se sospechó que la causa de la mortandad fue el envenenamiento por una sustancia tóxica desconocida.Las muestras de agua tomadas el 28 de julio mostraron una alta probabilidad de la presencia del contaminante mesitileno, aunque el gobierno polaco afirmó que no estaba presente en las muestras tomadas después del 1 de agosto.
Un laboratorio de pruebas alemán había encontrado rastros de mercurio, pero el gobierno polaco informó que sus pruebas determinaron que el envenenamiento por mercurio no fue la causa de la mortandad. Según ellos, fue causado por algas doradas (probablemente Prymnesium parvum, que prefieren aguas cálidas alcalinas saladas). Investigadores del Instituto Leibniz de Ecología de Agua Dulce y Pesca Interior (IGB) han ofrecido una hipótesis provisional de que la causa fueron las algas doradas.
Según el ministro de Medio Ambiente de Brandenburgo, Axel Vogel, los laboratorios alemanes creen que las muertes de peces pueden haber sido el resultado de grandes cantidades de sal en el agua.

### Pruebas de calidad del agua
Los datos obtenidos a través de una estación de medición automática de la calidad del agua en Fráncfort del Óder (más de 100 km (62 millas) río abajo) indicaron que desde el 4 de agosto de 2022 la conductividad eléctrica había aumentado de manera anómala. Estos datos también mostraron un gran cambio en otros parámetros de calidad del agua. El 7 de agosto de 2022, el oxígeno disuelto, la conductividad eléctrica y la absorción UV casi se duplicaron; los niveles de nitrato se desplomaron y la clorofila se multiplicó por diez. El agua también se volvió más turbia y su pH aumentó a alrededor de 8,8 a 9,2. Esto podría indicar mayores niveles de sal en el río, consistente con la conclusión de que desde el 7 de agosto de 2022 una gran cantidad de sal llegó a la ciudad. Los cambios de pH también podrían respaldar la 'hipótesis de las algas doradas'.

## Implicaciones
El ecosistema del río fue severamente dañado. A los científicos les preocupa que si el daño fue causado por el envenenamiento por mercurio, los efectos perjudiciales podrían ser a largo plazo, ya que el mercurio es un metal pesado persistente. También hay posibles consecuencias graves para la salud de los seres humanos.